# 뉴욕의 마천루 목록

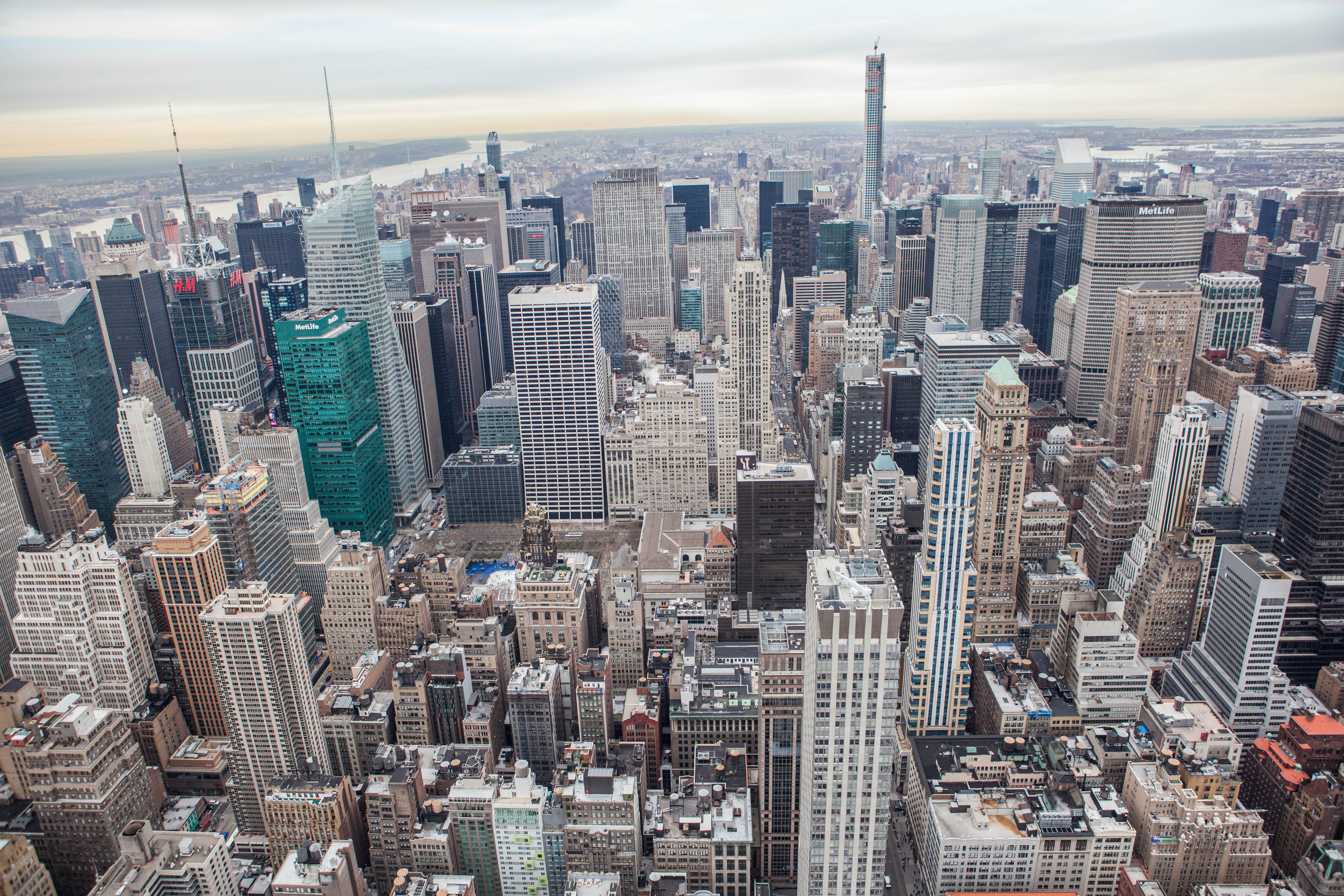
엠파이어 스테이트 빌딩에서 북쪽 (업타운)으로 보이는 미드타운 맨해튼 스카이라인

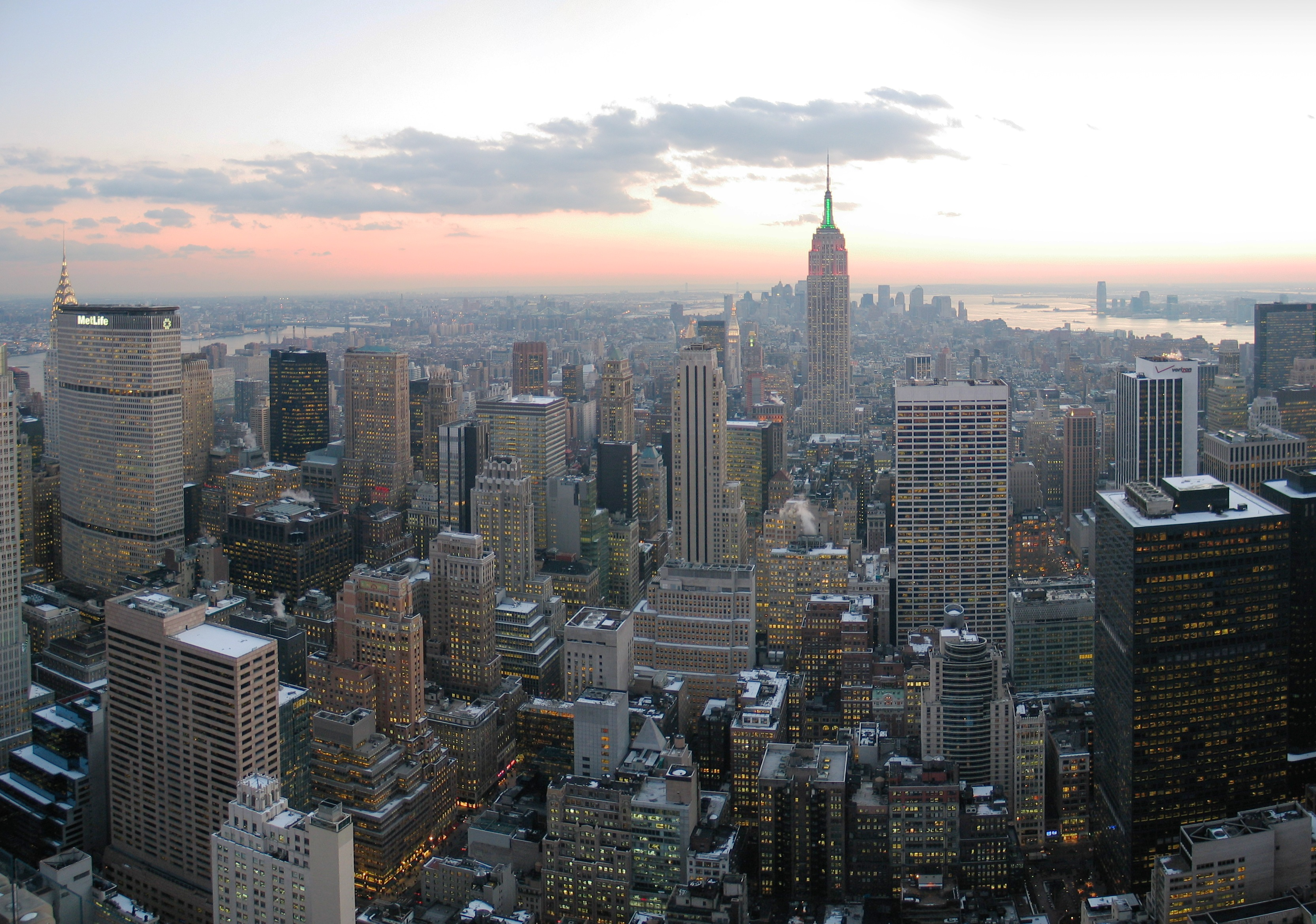
탑 오브 더 락, 뉴욕에서 남쪽을 바라다.

뉴욕의 마천루 목록이다. 미국에서 가장 인구가 많은 도시는 뉴욕이다. 6486개 이상의 고층빌딩이 있고 적어도 35m의 건물, 완료에 가정이다. 그 중 적어도 113개의 건물과 600 피트 (183 m)의 높이 건물이 완공되었다. 뉴욕에서 가장 높은 마천루는 원 월드 트레이드 센터로, 1,776 피트 (541 m) 높이다. 104층짜리 초고층 건물은 미국에서 가장 높은 마천루, 서반구에서 가장 높은 마천루, 세계에서 6번째로 높은 마천루이기도 하다. 도시에 있는 두 번째로 높은 마천루는 432 파크 애비뉴(426m)이다. 미드타운 맨해튼에 세워진 102층짜리 엠파이어 스테이트 빌딩은 1931년에 완공되어 1,250 피트 (381 m)로 올라가서 높이 1,454 피트 (443 m) 그의 안테나가 있다. 그것은 미국에 있는 5번째로 가장 높은 마천루 및 세계에 있는 37번째로 높은 마천루이다.
엠파이어 스테이트 빌딩은 원래 세계 무역 센터의 110층짜리 노스 타워가 완공된 1972년까지 완공될 때부터 세계에서 가장 높은 마천루로 나타났다. 세계 무역 센터 1,368 피트 (417 m)는 1974년 시카고에서 108층짜리 윌리스 타워(이전에는 시어스 타워로 알려짐)가 완공 될 때까지 세계에서 가장 높은 마천루로 잠시 지목했다. 세계 무역 센터 타워는 2001년에 테러 공격으로 파괴된 엠파이어 스테이트 빌딩은 뉴욕에서 가장 높은 마천루라는 타이틀을 되찾았다. 세계 무역 센터 건설이 2012년 4월까지 최고치를 유지했다. 뉴욕에서 4번째로 높은 마천루는 뱅크 오브 아메리카 타워다. 그것의 첨탑을 포함하여 1,200 피트 (366 m)까지 올라간다. 5번째로 높은 마천루의 높이는 1,046 피트 (319 m)이다. 크라이슬러 빌딩은 1930년부터 1931년까지 세계에서 가장 높은 마천루였다. 뉴욕 타임즈 빌딩은 2007년에 완공되었다. 쌍둥이 빌딩이 오늘도 여전히 서있다면 도시에서 3번째와 4번째로 높은 마천루가 될 것이었다. 새 건물이 건설되지 않았다고 가정하면 2번째와 3번째다. 432 파크 애비뉴 만이 더 크다.
뉴욕 시 고층 빌딩에 집중되어 미드 타운과 로어 맨해튼의 다른 있지만, 맨해튼의 지역과 자치구의 브루클린, 퀸즈, 그리고 브롱스는 또한 몇 가지 고층 건물이있다. 2016년 5월 기준으로, 전체 도시에는 공사중인 건물을 포함하여 높이 500 피트 (152 m) 이상인 241개의 건물이 있으며 미국의 어느 도시보다 많다.
2003년 이래로 뉴욕 시는 완성된 국가에서 가장 높은 마천루가 된 원 월드 트레이드 센터를 포함해 높이가 600 피트 (183 m) 이상인 24개 건물의 완공을 보았다. 20개가 더 공사중이다. 하나의 원 월드 트레이드 센터는 재개발의 일부 975 피트 (297 m)의 포 월드 트레이드 센터, 세븐 월드 트레이드 센터와 공사중인 두 건물들: 1,350 피트 (411 m) 투 월드 트레이드 센터와 1,079 피트 (329 m) 쓰리 월드 트레이드 센터 1,079 피트 (329 m)다.

## 역사
뉴욕에 있는 고층 건물의 역사는 1890년에 세계 건축의 완성으로 시작되었다. 구조는 348 피트 (106 m)로 상승했다. 도시의 첫번째 고층이 아니더라도, 트리니티 교회의 284 피트 (87 m) 첨탑을 능가하는 첫번째 건물이었다. 1899년까지 도시에서 가장 높은 것으로서 있던 월드 빌딩은 1955년에 철거되어 브루클린 다리로 확장된 입구 건설을 허용했다.
뉴욕은 마천루 개발에 중요한 역할을 했다. 1890년 이래로 세계에서 가장 높은 마천루의 이름을 딴 도시의 11개 건물이다. 뉴욕은 1910년대 초반부터 1930년대 초까지 지속된 매우 초기의 고층 건설 붐을 겪었다. 이 기간동안 울터워스 빌딩, 맨해튼 신탁 빌딩(Bank of Manhattan Trust Building), 크라이슬러 빌딩(Chrysler Building), 엠파이어 스테이트 빌딩(Empire State Building) 등이 있으며, 각 건물은 완료 당시 세계에서 가장 높았으며, 후자는 40년간 남아있었다.
두 번째 마천루 붐은 1960년대 초에 시작되었다. 그 후 도시는 세계 무역 센터의 쌍둥이 빌딩을 포함해 약 600 피트 (183 m) 높이로 약 70개의 구조물이 완성된 것을 보았다. 북쪽 타워라고도 알려진 세계 무역 센터는 1972년부터 1973년까지 세계에서 가장 높은 마천루였으며 2001년까지 뉴욕에서 가장 높은 마천루였다. 북쪽 타워와 세계 무역 센터 단지는 2001년 9월 11일 공격으로 파괴되었다. 한 세계 무역 센터는 새로운 세계 무역 센터 단지의 주도 건물로서 2006년에 건설을 시작했다. 그것에 따라 토핑 2013년 5월에는 541m의 초고층 건물이 미국에서 가장 높은 마천루가 될 윌리스 타워를 능가했다.

## 가장 높은 마천루
이 목록은 표준 높이 측정을 기준으로 높이가 600ft(183m) 이상인 뉴욕 시의 마천루를 완공한 후 꼭대기에 올랐다. 여기에는 첨탑 및 건축 세부사항이 포함되지만 안테나 마스트는 포함되지 않는다. 순위 뒤에 오는 등호 (=)는 두 개 이상의 마천루 사이에서 동일한 높이를 나타낸다. 별표 (*)는 해당 마천루가 아직 공사중이지만 꼭대기에 오르고 있음을 나타낸다. "연도" 열은 마천루가 완료된 연도를 나타낸다.
| 순위 | 이름                                 | 사진 | 높이 ft (m) | 층수 | 연도 | 비고 |
| ---- | ------------------------------------ | ---- | ----------- | ---- | ---- | --- |
| 1    | 원 월드 트레이드 센터                |      | 1,776 (541) | 104  | 2014 | 서반구에서 건축 높이에 의해 가장 높은 마천루. 뉴욕시와 미국에서 가장 높은 빌딩이다. 지붕 높이는 원래 세계 무역 센터 높이 1,368 피트 (417 m)이다. 맟의 발자국은 200 by 200 피트 (61 by 61 m)로, 쌍둥이 빌딩과 같다. |
| 2    | 432 파크 애비뉴                      |      | 1,396 (426) | 85   | 2015 | 뉴욕에서 2번째로 높은 마천루이다, 세계에서 가장 높은 주거용 건물; 세계에서 21번째로 높은 마천루; 미국에서 3번째로 높은 마천루이다. |
| 3    | 엠파이어 스테이트 빌딩               |      | 1,250 (381) | 102  | 1931 | 세계에서 37번째로 높은 마천루, 미국에서 5번째로 높은 마천루; 대공황 중 불과 14개월 만에 건축된 이 마천루는 1931년 완공되어 1972년 세계 무역 센터가 완공 될 때까지 세계에서 가장 높은 마천루였으며 테러 공격으로 세계 무역 센터가 파괴된 후 다시 뉴욕에서 가장 높은 마천루였다. 2001년 9월 11일부터 2013년까지다. |
| 4    | 뱅크 오브 아메리카 타워              |      | 1,200 (366) | 54   | 2009 | 세계에서 38번째로 높은 마천루, 미국에서 6번째로 높은 마천루; 플래티넘 LEED 인증을 받은 최초의 마천루이다. 지붕 높이는 953.5 피트 (290.6 m)이다. |
| 5    | 쓰리 월드 트레이드 센터*             |      | 1,079 (327) | 80   | 2018 | 2016년 6월에 1위를 차지했다. |
| 6=   | 크라이슬러 빌딩                      |      | 1,050 (320) | 77   | 1930 | 미국에서 13번째로 높은 마천루; 세계에서 최초로 305m(1,000 피트) 이상으로 높이기 시작했다. 1930년부터 1931년까지 엠파이어 스테이트 빌딩을 넘어 세계에서 가장 높은 마천루로 나타났다. 세계에서 가장 높은 강철 프레임 벽돌 마천루이다. 그것을 완공 후 세계에서 가장 높은 인공 구조로 에펠탑을 따라 잡았다. |
| 6=   | 뉴욕 타임즈 빌딩                     |      | 1,050 (320) | 52   | 2007 | 미국에서 13번째로 높은 마천루이다. 타임즈 타워라고도 한다. 미국에서 최초의 고층 빌딩으로 세라믹선 스크린 커튼월이 있다. |
| 8    | 원57                                 |      | 1,004 (306) | 75   | 2014 | 도시에서 가장 높은 혼합 사용 (주거 및 호텔) 마천루, 세계에서 107번째로 높은 마천루인 도시에서 가장 높은 혼합 주거용 (주거 및 호텔) 마천루 도시에서 가장 높은 중간 블록 마천루이다. |
| 9    | 포 월드 트레이드 센터                |      | 978 (298)   | 74   | 2013 | 세계 무역 센터 재건축의 일환으로 150 그리니치 스트리트(The Greenwich Street)라고 알려진 것이다. |
| 10   | 220 센트럴 파크 사우스               |      | 953 (290)   | 69   | 2018 | 2017년 꼭대기에 올랐다. |
| 11   | 70 파인 스트리트                     |      | 952 (290)   | 66   | 1932 | 미국에서 24번째로 높은 마천루; 이전에 미국 국제 건축과 도시 서비스 마천루로 알려진 마천루이다. 70 파인은 644개의 임대 주택, 132개의 호텔 객실 및 35,000 평방 피트의 소매 공간을 갖춘 주거용 초고층 마천루으로 변모 중이다. 그것은 완공 당시부터 로어 맨해튼에서 가장 높은 마천루로 1970년대에 원래의 세계 무역 센터 타워 건설까지, 그리고 나서 9/11 테러 이후 그 상태를 되찾았고, 새로운 세계 무역 센터 마천루이다. |
| 12   | 30 파크 팰리스                       |      | 937 (286)   | 82   | 2016 | 사계 개인 레지던스 및 호텔. 2015년 3월에 정점에 올랐다. |
| 13   | 40 웰 스트리트                       |      | 927 (283)   | 70   | 1930 | 미국에서 24번째로 높은 마천루; 1930년에 2개월 미만 동안 세계에서 가장 높은 마천루였다. 이전에는 맨해튼 트러스트 빌딩 은행(Bank of Manhattan Trust Building)으로 알려져있었다. 현재 트럼프 빌딩으로 알려진 더 영구적인 이름은 40 웰 스트리트다. 1930년부터 2014년에 원57가 완성 될 때까지 도시에서 가장 높은 중층 마천루였다.                                                                                        |
| 14   | 시티그룹 센터                        |      | 915 (279)   | 59   | 1977 | 이전에는 시티그룹 센터였고 현재 601 렉싱턴 애비뉴로 알려져 있다. |
| 15   | 10 허드슨 야드*                      |      | 895 (273)   | 52   | 2016 | 2015년 10월에 정점에 올랐다. |
| 16   | 8 스프루스 스트리트                  |      | 870 (265)   | 76   | 2011 | 벡맨 타워 및 게리의 뉴욕으로도 알려져 있다. |
| 17   | 트럼프 월드 타워                     |      | 861 (262)   | 72   | 2001 | 도시에서 4번째로 큰 주거용 마천루이다. 2000년부터 2003년까지 세계에서 가장 높은 주거용 마천루이다. |
| 18   | 30 록펠러 플라자                     |      | 850 (260)   | 70   | 1933 | 이전에는 GE 빌딩으로 알려진 컴캐스트 빌딩 및 그 이전의 RCA 빌딩으로도 알려져 있다. NBC 스튜디오와 탑 오브 더 록인 전망대가 있다. |
| 19   | 56 레오날드 스트리트                 |      | 821 (250)   | 57   | 2016 | 트라이베카에서 가장 높은 구조다. |
| 20   | 시티스파이어 센터                    |      | 814 (248)   | 75   | 1987 | [ 49 ] [ 50 ] [ 51 ] |
| 21   | 28 리버티 스트리트                   |      | 814 (248)   | 60   | 1961 | 원 체이스 맨하탄 플라자(One Chase Manhattan Plaza)로 2015년에 판매될 때까지 알려졌다. |
| 22   | 4 타임스 스퀘어                      |      | 809 (247)   | 48   | 1999 | 높이는 마스트 구조에 809 피트다. 지붕 높이는 701 피트다. 안테나 높이는 1118 피트다. 이전에는 콩데 나스트 빌딩이다. |
| 23   | 메트라이프 빌딩                      |      | 808 (246)   | 59   | 1963 | 이전에 팬 암으로 알려져 있다. |
| 24   | 731 렉싱턴 애비뉴                    |      | 806 (246)   | 54   | 2005 | [ 58 ] [ 59 ] |
| 25   | 울월드 빌딩                          |      | 792 (241)   | 57   | 1913 | 1913년부터 1930년까지 세계에서 가장 높은 마천루 |
| 26   | 50 웨스트 스트리트*                  |      | 778 (237)   | 63   | 2016 | 2015년 10월에서 꼭대기에 올랐다. |
| 28   | 원 월드와이드 플라자                 |      | 778 (237)   | 50   | 1989 | 8번가에 상업적인 사무실 탑 |
| 28   | 메디슨 스퀘어 파크 타워*             |      | 777 (237)   | 64   | 2017 | 2016년 5월 꼭대기에 올랐다. |
| 29   | 카네기 홀 타워                       |      | 757 (231)   | 60   | 1991 | [ 69 ] [ 70 ] |
| 30   | 383 메디슨 스퀘어                    |      | 755 (230)   | 47   | 2001 | 이전에 베어스턴스 세계 본부 |
| 31   | 1717 브로드웨이                      |      | 754 (230)   | 68   | 2013 | 서반구에서 가장 높은 호텔 |
| 32   | AXA 이퀴터블 센터                    |      | 752 (229)   | 54   | 1986 | 이전에 이퀴터블 빌딩 앤 이퀴터블 센터 웨스트(Equitable Building and Equitable Center West)로 알려짐 |
| 32=  | 원 펜 플라자                         |      | 750 (229)   | 57   | 1972 | [ 78 ] [ 79 ] |
| 32=  | 1251 어배뉴 오브 디 아메리카스       |      | 750 (229)   | 54   | 1971 | 이전에는 엑슨 빌딩 |
| 32=  | 타임 워너 센터 사우스 타워           |      | 750 (228)   | 55   | 2004 | [ 82 ] [ 83 ] |
| 32=  | 타임 워너 센터 노스 타워             |      | 750 (228)   | 55   | 2004 | [ 83 ] [ 84 ] |
| 36   | 200 웨스트 스트리트                  |      | 750 (228)   | 44   | 2010 | 골드만삭스 본사라고도 한다. |
| 37   | 60 웰 스트리트                       |      | 745 (227)   | 55   | 1989 | 또한 도이치은행 빌딩이라고 한다. |
| 38   | 원 애스터 플라자                     |      | 745 (227)   | 54   | 1972 | [ 89 ] [ 90 ] |
| 39   | 세븐 월드 트레이드 센터              |      | 743 (226)   | 52   | 2006 | [ 91 ] [ 92 ] |
| 40   | 원 리버티 플라자                     |      | 743 (226)   | 54   | 1973 | 이전에 US 스틸 마천루로 알려지기 시작 |
| 41   | 20 익스체인지 팰리스                 |      | 741 (226)   | 57   | 1931 | 이전에는 시티 뱅크 - 파머스 트러스 빌딩 |
| 42   | 200 베시 스트리트                    |      | 738 (225)   | 51   | 1986 | 일컬어 아메리칸 익스프레스 타워 |
| 43   | 베텔스만재단 빌딩                    |      | 733 (223)   | 42   | 1990 | [ 99 ] [ 100 ] |
| 44   | 타임스 스퀘어 타워                   |      | 726 (221)   | 47   | 2004 | [ 101 ] [ 102 ] |
| 45   | 메트로폴리탄 타워                    |      | 716 (218)   | 77   | 1987 | [ 103 ] [ 104 ] |
| 46   | 252 이스트 57번가*                   |      | 715 (218)   | 65   | 2016 | 2015년 10월에 1위를 차지했다. |
| 47   | 100 이스트 53번가*                   |      | 711 (217)   | 63   | 2017 | 100 이스트 53번가라고도 한다. 2016년 1월에 정점에 올랐다. |
| 48   | 500 피프스 애비뉴                    |      | 708 (216)   | 60   | 1931 | [ 108 ] [ 109 ] |
| 49   | JP모건 체이스 월드 헤드쿼터스        |      | 707 (215)   | 52   | 1960 | [ 110 ] [ 111 ] |
| 50   | 제너럴 모터스 빌딩                   |      | 705 (215)   | 50   | 1968 | [ 112 ] [ 113 ] |
| 51   | 3 맨해튼 웨스트                      | -    | 701 (214)   | 62   | 2017 | 2016년 4월 고점 |
| 52   | 메트로폴리탄 라이프 보험 컴퍼니 타워 |      | 700 (213)   | 50   | 1909 | 1909년부터 1913년까지 세계에서 가장 높은 마천루 |
| 53   | 아메리카즈 타워                      |      | 691 (211)   | 50   | 1992 | [ 118 ] [ 119 ] |
| 54   | 솔로 빌딩                            |      | 688 (210)   | 50   | 1974 | [ 120 ] [ 121 ] |
| 55   | 마린 미들랜드 빌딩                   |      | 688 (210)   | 52   | 1967 | 또한 HSBC 은행 빌딩으로 알려진 것이다. |
| 56=  | 55 워터 스트리트                     |      | 687 (209)   | 53   | 1972 | [ 124 ] [ 125 ] |
| 56=  | 277 파크 애비뉴                      |      | 687 (209)   | 50   | 1962 | [ 126 ] [ 127 ] |
| 56=  | 5 비크만                             |      | 687 (209)   | 47   | 2015 | [ 128 ] |
| 59   | 모건 스탠리 빌딩                     |      | 684 (208)   | 42   | 1989 | 일컬어 모건 스탠리 세계 본부라고 한다. |
| 60   | 랜덤 하우스 타워                     |      | 684 (208)   | 52   | 2003 | [ 131 ] [ 132 ] |
| 61   | 포 시즌즈 호텔 뉴욕                  |      | 684 (208)   | 52   | 1993 | 도시에서 가장 높은 모든 호텔 마천루 |
| 62   | 1221 애비뉴 오브 더 아메리카즈       |      | 674 (205)   | 51   | 1969 | 이전에 맥그러힐 마천루 |
| 63=  | 링컨 빌딩                            |      | 673 (205)   | 55   | 1930 | [ 137 ] [ 138 ] |
| 63=  | 바클리 타워                          |      | 673 (205)   | 56   | 2007 | [ 139 ] [ 140 ] |
| 65   | 파라마운트 플라자                    |      | 670 (204)   | 48   | 1971 | 이전에는 우리스 빌딩 |
| 66   | 트럼프 타워                          |      | 664 (202)   | 58   | 1983 | [ 143 ] [ 144 ] |
| 67   | 원 코트 스퀘어                       |      | 658 (201)   | 50   | 1990 | 맨해튼 외부의 뉴욕시에서 가장 높은 마천루이다. 롱 아일랜드와 퀸즈 자치구에서 가장 높은 마천루이다. 이전에는 시티 그룹 빌딩(Citigroup Building)이다. |
| 68   | 스카이                               |      | 656 (200)   | 71   | 2015 | 뉴욕에서 가장 큰 단일 탑 기숙사다. 스카이는 1,175개의 고급 유닛으로 구성되며 70,000평방미터 이상의 편의 공간을 포함한다. |
| 69   | 1 웰 스트리트                        |      | 654 (199)   | 50   | 1931 | [ 149 ] [ 150 ] |
| 70=  | 599 렉싱턴 애비뉴                    |      | 653 (199)   | 50   | 1986 | [ 151 ] [ 152 ] |
| 70=  | 실버 타워즈 1                        |      | 653 (199)   | 60   | 2009 | 일컬어 라이버 팰리스 |
| 70=  | 실버 타워즈 2                        |      | 653 (199)   | 60   | 2009 | 일컬어 라이버 팰리스 |
| 73   | 712 피프스 애비뉴                    |      | 650 (198)   | 52   | 1990 | [ 157 ] [ 158 ] |
| 74   | 채닌 빌딩                            |      | 650 (198)   | 56   | 1930 | [ 159 ] [ 160 ] |
| 75   | 245 파크 애비뉴                      |      | 647 (197)   | 44   | 1966 | [ 161 ] [ 162 ] |
| 76=  | 소니 타워                            |      | 647 (197)   | 37   | 1984 | 이전에는 AT&T 빌딩 |
| 76=  | 타워 28*                             | —    | 647 (197)   | 58   | 2016 | 2016년 4월 정점에 올랐다. |
| 78   | 225 리버티 스트리트                  |      | 645 (197)   | 44   | 1987 | [ 167 ] [ 168 ] |
| 79=  | 1 뉴욕 플라자                        |      | 640 (195)   | 50   | 1969 | [ 169 ] [ 170 ] |
| 79=  | 570 렉싱턴 애비뉴                    |      | 640 (195)   | 50   | 1931 | 일컬어 제너럴 일렉트릭 빌딩 |
| 81   | 미마                                 |      | 638 (194)   | 55   | 2011 | [ 173 ] [ 174 ] |
| 82   | 345 파크 애비뉴                      |      | 634 (193)   | 44   | 1969 | [ 175 ] [ 176 ] |
| 83   | 400 피프스 애비뉴                    |      | 631 (192)   | 57   | 2010 | [ 177 ] [ 178 ] |
| 84=  | W. R. 그레이스 빌딩                  |      | 630 (192)   | 50   | 1971 | [ 179 ] [ 180 ] |
| 84=  | 홈 보험 플라자                       |      | 630 (192)   | 45   | 1966 | [ 181 ] [ 182 ] |
| 84=  | 1095 애비뉴 오브 더 아메리카즈       |      | 630 (192)   | 40   | 1974 | 일컬어 버라이존 세계 본부 |
| 84=  | W 뉴욕 다운타운 호텔 앤 레지던스     |      | 630 (192)   | 57   | 2010 | [ 185 ] |
| 88   | 101 파크 애비뉴                      |      | 630 (192)   | 49   | 1982 | [ 186 ] [ 187 ] |
| 89=  | 원 다그 해머스켈조드 플라자          |      | 628 (191)   | 49   | 1972 | [ 188 ] [ 189 ] |
| 89=  | 센트럴 파크 팰리스                   |      | 628 (191)   | 56   | 1988 | [ 190 ] [ 191 ] |
| 90=  | 888 7번가                            |      | 628 (191)   | 46   | 1971 | [ 192 ] [ 193 ] |
| 92=  | 월 도프 아스토리아 뉴욕              |      | 625 (191)   | 47   | 1931 | [ 194 ] [ 195 ] |
| 92=  | 1345 애비뉴 오브 더 아메리카즈       |      | 625 (191)   | 50   | 1969 | [ 196 ] [ 197 ] |
| 94   | 트럼프 팰리스 콘도미니엄즈           |      | 623 (190)   | 54   | 1991 | [ 198 ] [ 199 ] |
| 95=  | 올림픽 타워                          |      | 620 (189)   | 51   | 1976 | [ 200 ] [ 201 ] |
| 95=  | 상업 빌딩                            |      | 620 (189)   | 48   | 1929 | 일컬어 10 이스트 40번가 |
| 97=  | 425 피프스 애비뉴                    |      | 618 (188)   | 55   | 2003 | [ 204 ] [ 205 ] |
| 97=  | 원 메디슨                            |      | 618 (188)   | 51   | 2010 | [ 206 ] [ 207 ] |
| 99=  | 919 씨드 애비뉴                      |      | 614 (187)   | 47   | 1971 | [ 208 ] [ 209 ] |
| 99=  | 뉴욕 라이브 빌딩                     |      | 614 (187)   | 40   | 1928 | [ 210 ] [ 211 ] |
| 100= | 750 7번가                            |      | 614 (187)   | 40   | 1989 | [ 212 ] [ 213 ] |
| 100= | 더 에픽                              |      | 614 (187)   | 58   | 2007 | [ 214 ] [ 215 ] |
| 103= | 이벤티                               |      | 614 (187)   | 54   | 2010 | [ 216 ] |
| 103= | 타워 49                              |      | 614 (187)   | 45   | 1985 | [ 217 ] [ 218 ] |
| 105= | 555 10번가*                          |      | 610 (186)   | 53   | 2016 | 2015년 9월 정점에 올랐다. |
| 105= | 더 허브                              |      | 610 (190)   | 52   | 2016 | 333 스케르메르혼 스트리트라고도 한다. 브루클린에서 가장 높은 마천루이다. 2015년 12월 16일에 얹은 것이다. |
| 107  | 칼욘 빌딩                            |      | 610 (186)   | 45   | 1964 | [ 225 ] [ 226 ] |
| 108  | 바카라 호텔 및 레지던스              |      | 606 (185)   | 48   | 2014 | [ 227 ] |
| 109  | 250 웨스트 55번가                    |      | 605 (184)   | 39   | 2013 | [ 228 ] |
| 110  | 더 오리온                            |      | 604 (184)   | 58   | 2006 | [ 229 ] [ 230 ] |
| 111  | 590 메디슨 애비뉴                    |      | 603 (184)   | 42   | 1983 | 또한 IBM 빌딩으로 알려져 있다. |
| 112  | 11 타임스 스퀘어                     |      | 601 (183)   | 40   | 2010 | 일컬어 타임즈 광장 |
| 113  | 1166 애비뉴 오브 더 아메리카즈       |      | 600 (183)   | 44   | 1974 | [ 235 ] |

### 피나클 높이의 가장 높은 마천루
안테나 마스트가 포함된 피나클 높이 측정을 기반으로 뉴욕의 마천루 순위를 나열한다. 비교를 위해 마천루 높이가 아닌 건축용 안테나를 제외한 표준 건축 높이 측정이 포함된다. 순위 뒤에 오는 등호 (=)는 두 개 이상의 마천루 사이에서 동일한 높이를 나타낸다. "연도"열은 마천루가 완공된 연도를 나타낸다.

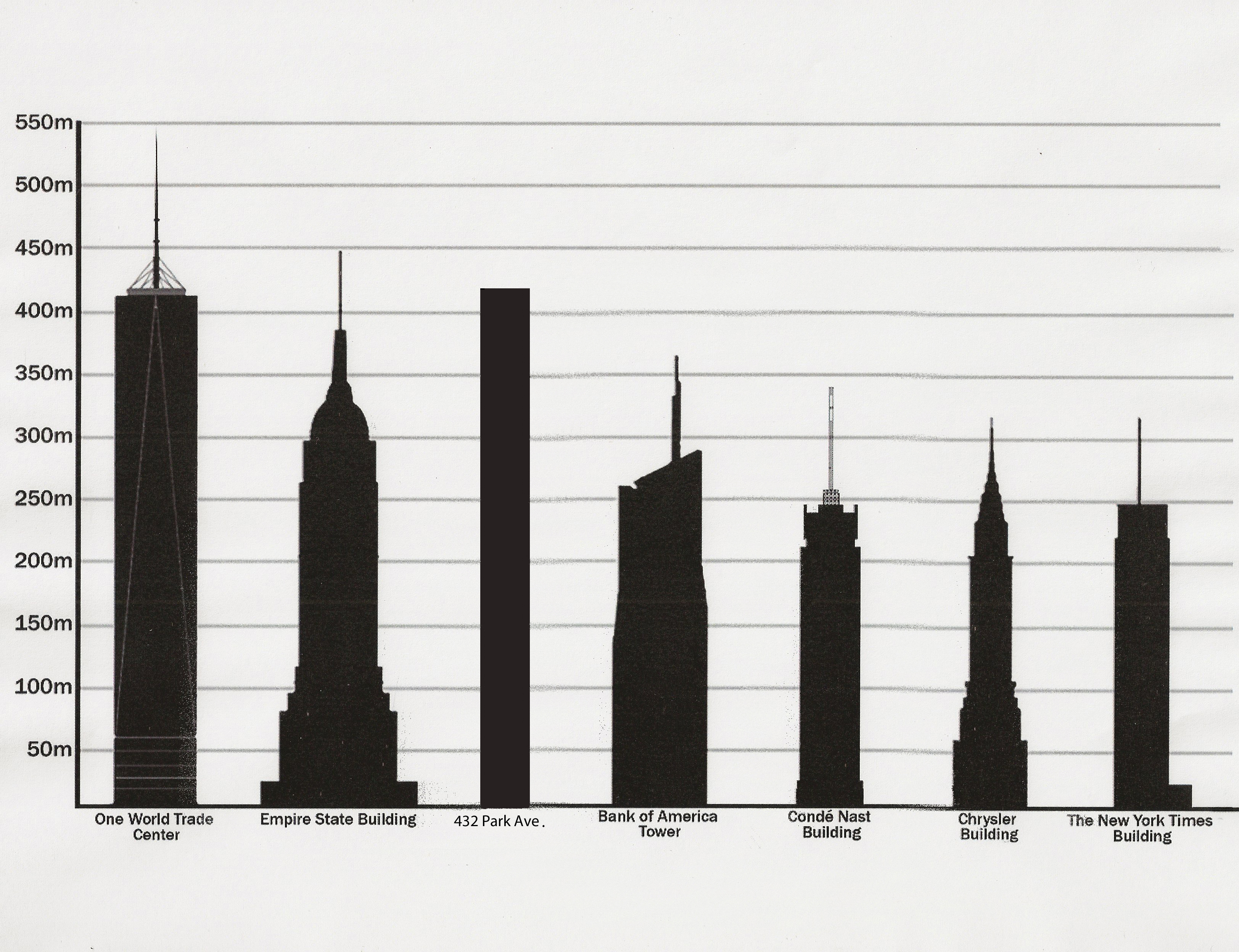
건축물 여부와 관계없이 모든 돛대, 안테나, 기둥 등을 포함하여 피나클 높이로 뉴욕의 가장 높은 마천루

| 피나클 순위 | 표준 순위 | 이름                    | 피나클 높이 ft (m) | 표준 높이 ft (m) | 층수 | 연도 | 출처                    |
| ----------- | --------- | ----------------------- | ------------------ | ---------------- | ---- | ---- | ----------------------- |
| 1           | 1         | 원 월드 트레이드 센터   | 1,792 (546)        | 1,776 (541)      | 104  | 2014 | [ 4 ] [ 236 ]           |
| 2           | 3         | 엠파이어 스테이트 빌딩  | 1,454 (443)        | 1,250 (381)      | 102  | 1931 | [ 237 ] [ 238 ] [ 239 ] |
| 3           | 2         | 432 파크 애비뉴         | 1,396 (426)        | 1,396 (426)      | 96   | 2015 | [ 21 ] [ 22 ]           |
| 4           | 4         | 뱅크 오브 아메리카 타워 | 1,200 (366)        | 1,200 (366)      | 55   | 2009 | [ 6 ] [ 24 ]            |
| 5           | 17        | 콩데 나스트 빌딩        | 1,118 (341)        | 809 (247)        | 48   | 1999 | [ 54 ] [ 55 ]           |
| 6=          | 5=        | 크라이슬러 빌딩         | 1,046 (319)        | 1,046 (319)      | 77   | 1931 | [ 7 ] [ 26 ]            |
| 6=          | 5=        | 뉴욕 타임즈 빌딩        | 1,046 (319)        | 1,046 (319)      | 52   | 2007 | [ 27 ] [ 28 ]           |
| 8           | 7         | 원57                    | 1,005 (306)        | 1,005 (306)      | 75   | 2014 | [ 29 ] [ 30 ]           |
| 9           | 8         | 포 월드 트레이드 센터   | 977 (298)          | 977 (298)        | 72   | 2013 | [ 12 ] [ 31 ]           |
| 10          | 9         | 70 파인 스트리트        | 952 (290)          | 952 (290)        | 66   | 1932 | [ 33 ] [ 34 ]           |
| 11          | 19        | 블룸버그 타워           | 941 (287)          | 806 (246)        | 54   | 2005 | [ 58 ] [ 59 ]           |

### 각 자치구의 가장 높은 마천루
여기에는 표준 높이 측정을 기반으로 뉴욕의 각 자치구에서 가장 높은 마천루가 나열되어 있다. "연도" 열은 마천루가 완공된 연도를 나타낸다.
| 자치구         | 이름                      | 높이 ft (m) | 층수 | 연도 | 출처            |
| -------------- | ------------------------- | ----------- | ---- | ---- | --------------- |
| 브롱크스       | 할렘 리버 파크 타워 1 & 2 | 404 (123)   | 44   | 1975 | [ 240 ] [ 241 ] |
| 브루클린       | 더 허브                   | 610 (190)   | 52   | 2016 | [ 224 ]         |
| 맨해튼         | 원 월드 트레이드 센터     | 1,776 (541) | 104  | 2014 | [ 236 ]         |
| 퀸스           | 원 코트 스퀘어            | 658 (201)   | 50   | 1990 | [ 145 ]         |
| 스태튼아일랜드 | 마운트 로렛토의 교회      | 225 (69)    | 1    | 1894 | [ 242 ] [ 243 ] |

## 공사중 또는 제안

### 공사중
뉴욕에 현재 공사중이고 적어도 600 피트 (183 m) 높이로 상승할 것으로 예상되는 마천루 목록이다. 이미 공사가 중단된 공사중인 마천루와 건설이 중단된 마천루도 포함된다. 개발자가 아직 높이를 공개하지 않은 마천루의 경우 이 표에는 50층의 층계가 컷오프로 사용된다.
| 센트럴 파크 타워                 |   | 1,550 (472) | 95 | 2020      | 완공 시 1,550 피트에서 미국 내 어느 마천루보다 높은 지붕 높이가 된다. 이 마천루는 또한 지붕 높이와 건축 높이에 의해 세계에서 가장 높은 주거용 마천루가 될 것이다. |  |             |    |      |
| 111 웨스트 57번가                |   | 1,428 (435) | 82 | 2019      | 건설은 20층에 이른 후 2017년 7월에 교착 상태에 빠졌지만 8월 현재 재개되었다. 완공 시 세계에서 가장 가장 슬림한 마천루가 될 것아다. |  | 1,438 (438) | 82 | 2021 |
| 원 밴더빌트                      |   | 1,401 (427) | 67 | 2020      | 2016년 8월 현재 굴착이 진행 중이다. 밴더빌트 코리도 리조닝의 일부로 동쪽의 미드타운에서 가장 높은 마천루 중 하나가 되었다. |  |             |    |      |
| 투 월드 트레이드 센터            |   | 1,340 (410) | 88 | 2021      | 완공 시 새로운 세계 무역 센터 단지에서 두 번째로 높은 마천루가 될 것이다. 세입자 부족으로 2012년 1월 현재 보류중이다. 2015년 4월 현재 래리 실버슈타인은 21세기 폭스 및 뉴스 코프와 협의 하여 마천루를 정박했다. 비야르케 잉엘스는 계약이 체결되면서 노먼 포스터를 마천루 건축가로 대체했다. |  |             |    |      |
| 30 허드슨 야드                   |   | 1,296 (392) | 92 | 2018–2019 | 허드슨 야드 프로젝트에서 가장 높은 마천루이다. |  |             |    |      |
| 45 브로드 스트리트               |   | 1,115 (335) | 66 | 2018      | 도심에서 가장 높은 주거용 마천루로 지정해야 한다. |  |             |    |      |
| 50 허드슨 야드                   |   | 1,068 (326) | 62 | 2019      | |  |             |    |      |
| 9 드칼브 애비뉴                  |   | 1,066 (325) | 73 | 2019      | 완공되면, 9 드칼브 애비뉴 맨해튼 외부 뉴욕의 가장 높은 마천루가 될 것이며, 브루클린 최초의 초고층 마천루를 제공한다. |  |             |    |      |
| 53W53                            |   | 1,050 (320) | 82 | 2018      | 2015년 3월 현재 누적 작업이 진행 중이며 기초 작업이 진행됨에 따라 보조탑이 타워에 배치된다. 타워는 이전에는 모마 익스펜션 타워 및 타워 베레로 알려져 있다. |  |             |    |      |
| 3 허드슨 블루바드                |   | 1,034 (315) | 66 | 2019      | 이전에는 지라솔 |  |             |    |      |
| 35 허드슨 야드                   |   | 1,009 (308) | 79 | 2018      | [ 260 ] |  |             |    |      |
| 맨해튼 웨스트 타워 1             |   | 995 (303)   | 67 | 2019      | [ 261 ] |  |             |    |      |
| 220 센트럴 파크 사우스           |   | 951 (290)   | 65 | 2017      | [ 262 ] |  |             |    |      |
| 15 허드슨 야드                   |   | 912 (278)   | 70 | 2018      | [ 263 ] |  |             |    |      |
| 125 그리니치 스트리트            |   | 899 (274)   | 71 | 2017      | |  |             |    |      |
| 원 맨해튼 스퀘어                 |   | 850 (259)   | 80 | 2019      | 252 사우스 스트리트라고도 한다. |  |             |    |      |
| 웰 스트리트 타워                 |   | 850 (259)   | 80 | 2019      | 130 윌리엄 스트리트라고도 한다. |  |             |    |      |
| 111 머리 스트리트                |   | 792 (241)   | 58 | 2018      | [ 266 ] |  |             |    |      |
| 520 파크 애비뉴                  |   | 780 (238)   | 51 | 2017      | [ 267 ] |  |             |    |      |
| 55 허드슨 야드                   |   | 780 (238)   | 51 | 2018      | [ 268 ] [ 269 ] [ 270 ] |  |             |    |      |
| 19 네덜란드 (펄톤 스트리트 타워) |   | 758 (231)   | 63 | —         | [ 271 ] [ 272 ] |  |             |    |      |
| 200 암스테르담 애비뉴            | — | 666 (203)   | 51 | —         | 완공되면 어퍼 웨스트 사이드에서 가장 높은 마천루가 될 것이다. 완공 날짜는 아직 알려지지 않았지만 이전 거주자의 철거가 한창 진행 중이다. |  |             |    |      |
| 42-12 28번가                     | — | 647 (197)   | 58 | 2017      | 완공되면 퀸즈에서 가장 높은 주거용 마천루가 된다. |  |             |    |      |

* 대시 (—)가 있는 테이블 항목은 예상되는 마천루 높이 또는 완공 날짜에 관한 정보가 아직 공개되지 않았음을 나타낸다.

### 제안
이 표는 뉴욕에서 건설을 위해 제안되었으며 높이가 최소 600 피트 (183 m) 이상 상승할 것으로 예상되는 마천루를 나열한다. 개발자가 아직 높이를 공개하지 않은 마천루의 경우이 표에는 50층의 층계가 컷오프로 사용된다.
| 이름                               | 높이* ft (m)  | 층수 | 연도*   | 비고 |
| ---------------------------------- | ------------- | ---- | ------- | --- |
| 80 사우스 스트리트                 | 1,436 (438)   | 113  | —       | [ 276 ] |
| 666 5번가 (재건)                   | 1,400 (426)   | —    | —       | 자하 하디드(Zaha Hadid)는 현재의 41층짜리 마천루를 날씬하고 초고층 호텔과 주거용 타워로 재탄생시킬 계획을 준비했다.         |
| 15 펜 플라자                       | 1,216 (371)   | 68   | —       | 보르나도 리얼티 트러스트는 미드타운에 있는 이전에 승인된 타워를 세울 계획을 부활시켰다.                                     |
| 1 파크 래인                        | 1,210 (368)   | 88   | 2020    | 36 센트럴 파크 사우스의 햄슬리 파크레인 호텔은 해체 될 것이며 라파엘 비뇰리가 고안한 1,210 피트 타워로 대체 될 것이다.      |
| 520 웨스트 41번가                  | 1,100 (335)   | 106  | 2020    | 섬에 있는 다른 모든 고층 건물보다 층계 수를 능가할 것이다.                                                                  |
| 더 스파이럴                        | 1,005 (305)   | —    | —       | 고선 시작시 34번가와 102015 번가다. 거의 모든 층에는 자체 야외 테라스가 있다.                                               |
| 335 메디슨 애비뉴                  | 1,000+ (305+) | —    | —       | [ 283 ] |
| 투 맨해튼 웨스트                   | 995 (303)     | 66   | 2020    | [ 284 ] |
| 코트 스퀘이 시티 뷰 타워           | 984 (300)     | 80   | —       | [ 285 ] |
| SNCI 타워                          | 950 (280)     | 57   | —       | |
| 80 플랫 부시                       | 920 (289)     | 74   | [ 286 ] | |
| 520 피프스 애비뉴                  | 920 (280)     | 71   | —       | 크라운 요소가 프로젝트를 1000피트 이상으로 부딪힐 수 있다.                                                                  |
| 426 이스트 58번가                  | 900+ (274+)   | —    | —       | 서튼 팰리스 타워라고도 한다.                                                                                                |
| 247 체리                           | 900 (274)     | 77   | —       | SHoP 건축가 JDS 개발 그룹에 의해 설계된 마천루이다. 초기 계획은 2016년 4월에 발표되었다.                                    |
| 138 이스트 50번가                  | 803 (245)     | 64   | —       | [ 290 ] |
| 웨스트 30번가                      | 800 (244)     | 64   | —       | [ 291 ] |
| 75 나사우 스트리트                 | 800 (244)     | —    | —       | [ 292 ] |
| 5 월드 트레이드 센터               | 743 (226)     | 42   | —       | 부실 제안으로 간주된다. 130 리버티 스트리트라고도 한다.                                                                     |
| 126 메디슨 애비뉴                  | 730 (223)     | 48   | 2018    | [ 295 ] |
| 470 11번가                         | 720 (220)     | 52   | 2017    | [ 296 ] |
| 281 피프스 애비뉴                  | 705 (215)     | 52   | —       | 2015년 말에 건설을 시작할 것으로 예상된다.                                                                                  |
| 12 이스트 37번가                   | 700 (213)     | 65   | 2017    | [ 298 ] |
| 425 파크 애비뉴                    | 687 (209)     | 41   | 2017    | [ 299 ] [ 300 ] |
| 242 웨스트 53번가                  | 675 (206)     | 62   | 2017    | 로즈랜드 타워라고도 한다.                                                                                                   |
| 45 파크 팰리스                     | 667 (203)     | 43   | 2017    | 부지의 건물 철거가 거의 완료되었으며 2016년 이전에 토지 파괴가 예상된다.                                                    |
| 303 이스트 44번가                  | 600 (183)     | 41   | 2017    | 건설은 9월에 시작된다. 이 ODA 설계의 마천루에는 타워 전체에 걸쳐 옥외 정원이 있다.                                          |
| 원 월러비 스퀘어 (420 앨비 스퀘어) | 495           | 36   | 2020    | 원래는 2016년에 브루클린에서 가장 높은 40층짜리 주거지로 밟히기 시작했으며, 2017년 9월에 36층짜리 오피스 타워가 허가되었다. |

* 대시 (—)가 있는 테이블 항목은 마천루 높이 또는 완공 날짜와 관련된 정보가 아직 공개되지 않았음을 나타낸다.

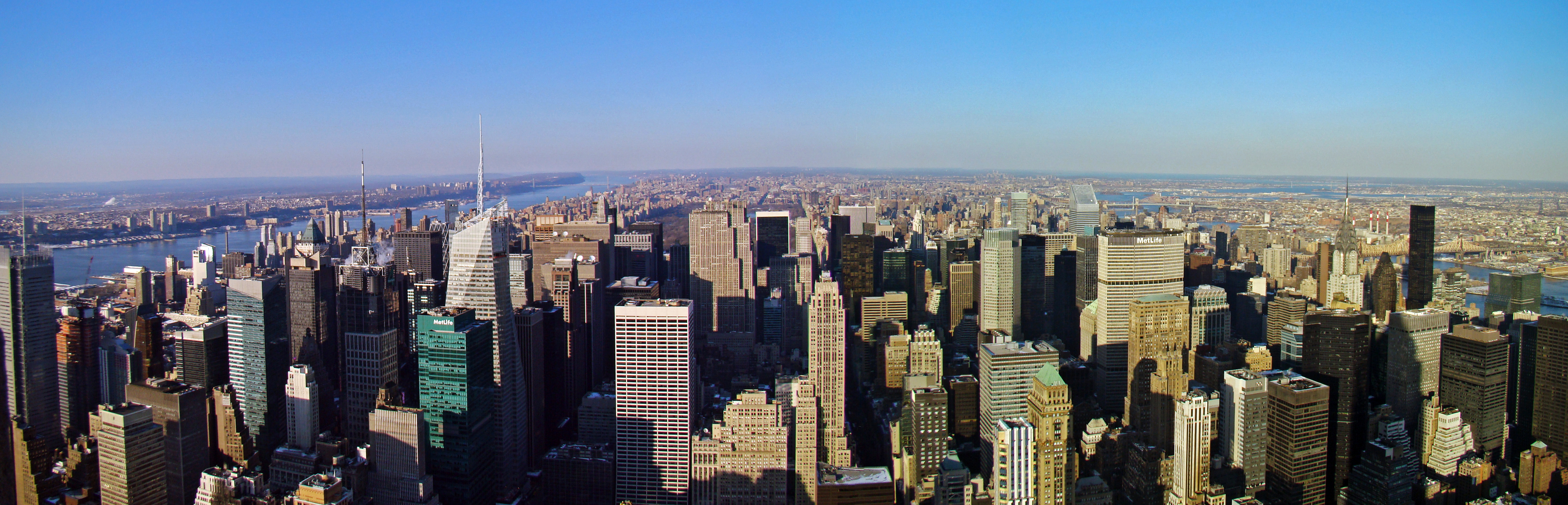
엠파이어 스테이트 빌딩에서 촬영한 정오 동안 미드타운 맨해튼의 전경

## 파괴된 마천루
이 표에는 뉴욕에서 파괴되거나 파괴된 마천루가 나열되어 있으며 한 번에 높이가 500 피트 (152 m) 이상이었다.
| 이름                         | 사진 | 높이 ft (m) | 층수 | 완공 | 파괴 | 비고 |
| ---------------------------- | ---- | ----------- | ---- | ---- | ---- | --- |
| 원 월드 트레이드 센터 (구)   |      | 1,368 (417) | 110  | 1972 | 2001 | 9·11 테러로 인해 붕괴되었다. 1972년부터 1974년까지 세계에서 가장 높은 마천루로서 있었다.                           |
| 투 월드 트레이드 센터 (구)   |      | 1,362 (415) | 110  | 1973 | 2001 | 9·11 테러로 인해 붕괴되었다.                                                                                       |
| 싱어 빌딩                    |      | 612 (187)   | 47   | 1908 | 1968 | 원 리버티 플라자를 위한 공간을 만들기 위해 철거되었다. 1908년부터 1909년까지 세계에서 가장 높은 마천루로 서있었다. |
| 세븐 월드 트레이드 센터 (구) |      | 570 (174)   | 47   | 1987 | 2001 | 9·11 테러로 인해 붕괴되었다.                                                                                       |
| 도이치 은행 빌딩             |      | 517 (157.6) | 39   | 1974 | 2011 | 9·11 테러로 인해 피해를 입은 것으로 해체되었다.                                                                    |

## 역대 최고층 건물
한때 뉴욕에서 가장 높은 마천루라는 제목의 건물을 열거한다. 두 트리니티 교회와 엠파이어 스테이트 빌딩, 그리고 다음, 두 번 후자를 제목 개최한 세계 무역 센터에서 9·11 테러. 엠파이어 스테이트 빌딩은 2012년에 하나의 세계 무역 센터를 넘어섰다.
| 이름                                   | 사진 | 번지 주소              | 높았던 시기 | 높이 ft (m) | 층수  | 비고                                                                            |
| -------------------------------------- | ---- | ---------------------- | ----------- | ----------- | ----- | ------------------------------------------------------------------------------- |
| 협동 개혁 장로교 네덜란드 교회         |      | 암스테르담 요새        | 1643–1846   | 알 수 없음  | 1     | 철거됨                                                                          |
| 트리니티 교회                          |      | 79 브로드웨이          | 1846–1853   | 279 (85)    | 1     | [ 316 ]                                                                         |
| 래팅 천문대 (1853–1856)                |      | 42번가와 피프스 애비뉴 | 1853–1854   | 315 (96)    | 3     | 1854년에 높이가 75 피트 (23 m)로 감소했다. 1856년에 화재가 발생했다.            |
| 트리니티 교회                          |      | 79 브로드웨이          | 1854–1890   | 279 (85)    | 1     | [ 316 ]                                                                         |
| 월드 빌딩[A] (1890–1955)               |      | 프랭크포트 스트리트    | 1890–1899   | 348 (106)   | 20[B] | 1894년부터 1899년까지 이 도시에서 가장 높은 마천루로 묶였다. 1955년에 철거됨    |
| 맨해튼 생명보험 빌딩 (1894–1963/64)[A] |      | 64–70 브로드웨이       | 1894–1899   | 348 (106)   | 18    | 1894년부터 1899년까지 이 도시에서 가장 높은 마천루로 묶였다. 1963-64년에 철거됨 |
| 파크 로 빌딩                           |      | 13–21 파크 로          | 1899–1908   | 391 (119)   | 30    | [ 319 ]                                                                         |
| 싱어 빌딩 (1908–1968)                  |      | 149 브로드웨이         | 1908–1909   | 612 (187)   | 47    | 1968년에 철거됨                                                                 |
| 메트로폴리탄 생명보험 타워             |      | 1 메디슨 스퀘어        | 1909–1913   | 700 (213)   | 50    | [ 117 ]                                                                         |
| 울워스 빌딩                            |      | 233 브로드웨이         | 1913–1930   | 792 (241)   | 57    | [ 61 ]                                                                          |
| 뱅크 오브 맨해튼 트러스트 빌딩[C]      |      | 40 웰 스트리트         | 1930        | 927 (283)   | 70    | [ 39 ]                                                                          |
| 크라이슬러 빌딩                        |      | 405 렉싱턴 애비뉴      | 1930–1931   | 1,046 (319) | 77    | [ 26 ]                                                                          |
| 엠파이어 스테이트 빌딩                 |      | 350 피프스 애비뉴      | 1931–1972   | 1,250 (381) | 102   | [ 237 ]                                                                         |
| 원 월드 트레이드 센터 (1972–2001)      |      | 원 월드 트레이드 센터  | 1972–2001   | 1,368 (417) | 110   | 9·11 테러로 인해 붕괴됨                                                         |
| 엠파이어 스테이트 빌딩                 |      | 350 피프스 애비뉴      | 2001–2013   | 1,250 (381) | 102   | [ 237 ]                                                                         |
| 원 월드 트레이드 센터                  |      | 원 월드 트레이드 센터  | 2013–현재   | 1,776 (541) | 104   | [ 236 ]                                                                         |

## 같이 보기
- 뉴욕의 건축
- 마천루가 가장 많은 도시 목록
- 뉴욕주 북부의 마천루 목록
- 브루클린의 마천루 목록
- 뉴저지주의 마천루 목록
- 미국의 마천루 목록

## 비고
A. ^ a b 1894년에 완공된 맨해튼 생명보험 빌딩(Manhattan Life Insurance Building)은 세계 건축물의 높이를 매어 놓았다. 따라서 파크 로우 빌딩이 1899년에 완공될 때까지 5년 동안 두 개의 가장 높은 마천루가 있었다.
B. ^ 세계 마천루의 바닥 수에 대한 논란이 있었다. 건축 당시, 이 마천루는 최대 26층을 포함한다고 했지만, 최근 몇 년 동안이 마천루는 16층 정도의 작은 층을 포함한다고 한다.
C. ^ 이 마천루는 맨해튼 신탁 빌딩 은행으로 지어졌지만 지금은 더 일반적으로 40월가로 알려져 있으며 공식적으로 트럼프 빌딩으로 알려져 있다.